# Rust in Peace Live
| 전문가 평가                   | 전문가 평가 |
| 평가 점수                     | 평가 점수   |
| 출처                          | 점수        |
| ----------------------------- | ----------- |
| Allmusic                      | [ 1 ]       |
| Brave Words & Bloody Knuckles | (8.5/10)    |
| Consequence of Sound          | [ 3 ]       |
| Classic Rock                  | [ 4 ]       |

《Rust in Peace Live》는 미국의 헤비 메탈 밴드 메가데스의 라이브 음반으로, 2010년 샤우트! 팩토리를 통해 블루레이, DVD, CD 형식으로 발매되었다. 이 음반은 《Rust in Peace》의 발매 20주년을 기념하여 제작되었으며, 2002년의 《Rude Awakening》 이후 처음으로 베이시스트 데이비드 엘렙슨이 참여한 메가데스의 작품이다.

## 배경
《Rust in Peace》는 1990년에 발매되어 빌보드 200 차트에서 23위로 진입하였으며, 1992년 미국 음반 산업 협회로부터 플래티넘 인증을 받았다. 올뮤직의 스티브 휴이는 이 음반을 두고 “메가데스의 가장 강력한 음악적 성취”라고 평했다.
이 음반의 명성은 밴드가 "Rust in Peace 20주년 투어"를 발표하는 계기가 되었으며, 이 투어는 2010년 3월 1일, 테스터먼트, 엑소더스의 오프닝 지원과 함께 한 달간의 북미 투어로 시작되었다.
이 투어의 일환으로 2010년 3월 31일, 할리우드 팰라디움에서 촬영된 공연 영상은 메가데스가 《Rust in Peace》 전곡을 당시 오리지널 투어와 동일한 무대 배경에서 연주하는 모습을 담고 있다. 이 공연 실황은 음원과 영상 모두 미국 내에서 차트에 진입했으며, CD 버전은 빌보드 200 차트에서 161위를 기록했고, 영상 버전은 빌보드 톱 50 뮤직 비디오 차트에서 2위에 올랐다. 2011년 4월 기준으로, 이 DVD는 미국 내에서 약 1만 9천 장이 판매되었다.

## 곡 목록
모든 곡들은 특별한 언급이 없는 한 데이브 머스테인에 의해 작사/작곡하였다.
| #   | 제목                                          | 작사·작곡                 | 재생 시간 |
| --- | --------------------------------------------- | ------------------------- | --------- |
| 1.  | 〈Holy Wars... The Punishment Due〉           |                           | 7:02      |
| 2.  | 〈Hangar 18〉                                 |                           | 5:05      |
| 3.  | 〈Take No Prisoners〉                         |                           | 3:24      |
| 4.  | 〈Five Magics〉                               |                           | 6:00      |
| 5.  | 〈Poison Was the Cure〉                       |                           | 3:36      |
| 6.  | 〈Lucretia〉                                  | 머스테인, 데이비드 엘렙슨 | 3:59      |
| 7.  | 〈Tornado of Souls〉                          | 머스테인, 엘렙슨          | 5:28      |
| 8.  | 〈Dawn Patrol〉                               | 머스테인, 엘렙슨          | 1:52      |
| 9.  | 〈Rust in Peace... Polaris〉                  |                           | 6:10      |
| 10. | 〈Holy Wars... the Punishment Due〉 (Reprise) |                           | 4:15      |
| 11. | 〈Skin o' My Teeth〉                          |                           | 3:19      |
| 12. | 〈In My Darkest Hour〉                        | 머스테인, 엘렙슨          | 6:12      |
| 13. | 〈She-Wolf〉                                  |                           | 3:36      |
| 14. | 〈Trust〉                                     | 머스테인, 마티 프리드먼   | 5:10      |
| 15. | 〈Symphony of Destruction〉                   |                           | 4:10      |
| 16. | 〈Peace Sells〉                               |                           | 4:46      |